# Collegio uninominale Campania - 01 (2020)
Il collegio elettorale uninominale Campania - 01 è un collegio elettorale uninominale della Repubblica Italiana per l'elezione del Senato della Repubblica.

## Territorio
Come previsto dalla legge n. 51 del 27 maggio 2019, il collegio è stato definito tramite decreto legislativo all'interno della circoscrizione Campania.
È formato dal territorio dell'intera provincia di Caserta (104 comuni).
Il collegio è parte del collegio plurinominale Campania - 02.

## Eletti
| Elezione | Elezione | Senatore          | Partito           |
| -------- | -------- | ----------------- | ----------------- |
|          | 2022     | Giovanna Petrenga | Fratelli d'Italia |

## Dati elettorali

### XIX legislatura
Come previsto dalla legge elettorale, 74 senatori sono eletti con sistema a maggioranza relativa in altrettanti collegi uninominali a turno unico.
| Candidati                                 | Candidati                   | Voti    | %     | Liste                          | Voti    | %     |
| ----------------------------------------- | --------------------------- | ------- | ----- | ------------------------------ | ------- | ----- |
|                                           | Giovanna Petrenga ✔️ Eletto | 136 804 | 37,67 | Fratelli d'Italia              | 73 567  | 20,26 |
| Forza Italia                              | Giovanna Petrenga ✔️ Eletto | 136 804 | 37,67 | 39 259                         | 10,81   |       |
| Lega                                      | Giovanna Petrenga ✔️ Eletto | 136 804 | 37,67 | 22 859                         | 6,29    |       |
| Noi moderati/Lupi - Toti - Brugnaro - UDC | Giovanna Petrenga ✔️ Eletto | 136 804 | 37,67 | 1 119                          | 0,31    |       |
|                                           | Antonio Del Monaco          | 127 094 | 34,99 | Movimento 5 Stelle             | 127 094 | 34,99 |
|                                           | Tommaso De Simone           | 67 568  | 18,60 | Partito Democratico-IDP        | 47 478  | 13,07 |
| +Europa                                   | Tommaso De Simone           | 67 568  | 18,60 | 7 996                          | 2,20    |       |
| Alleanza Verdi e Sinistra                 | Tommaso De Simone           | 67 568  | 18,60 | 6 607                          | 1,82    |       |
| Impegno Civico - Centro Democratico       | Tommaso De Simone           | 67 568  | 18,60 | 5 487                          | 1,51    |       |
|                                           | Ovidio Marzaioli            | 18 016  | 4,96  | Azione - Italia Viva - Calenda | 18 016  | 4,96  |
|                                           | Renato Delle Femmine        | 5 032   | 1,39  | Unione Popolare                | 5 032   | 1,39  |
|                                           | Letizia D'Onofrio           | 4 949   | 1,36  | Italexit                       | 4 949   | 1,36  |
|                                           | Michele Di Stasio           | 3 721   | 1,02  | Noi di Centro – Europeisti     | 3 721   | 1,02  |
| Totale                                    | Totale                      | 363 184 | 100   |                                | 363 184 | 100   |
|                                           |                             |         |       |                                |         |       |
| Voti non validi                           | Voti non validi             | 16 866  | 4,44  |                                |         |       |
| Votanti                                   | Votanti                     | 380 050 | 53,04 |                                |         |       |
| Elettori                                  | Elettori                    | 716 519 |       |                                |         |       |